# Pete Dunne
Peter England (ur. 9 listopada 1993 w Birmingham w Anglii) – brytyjski profesjonalny wrestler, obecnie występujący w federacji WWE. W WWE oraz federacjach niezależnych występował pod pseudonimem ringowym Pete Dunne, a obecnie występuje pod pseudonimem ringowym Butch.
Dunne zaczął treningi w 2005 w wieku 12 lat, po czym zadebiutował jako profesjonalny wrestler dwa lata później. Od tego czasu pracuje dla różnych promocji umiejscowionych w Wielkiej Brytanii, na przykład Progress Wrestling, Revolution Pro Wrestling (RPW) czy też Insane Championship Wrestling (ICW). W Niemczech pracował dla Westside Xtreme Wrestling (wXw), w Stanach Zjednoczonych dla Pro Wrestling Guerrilla (PWG), a także w Japonii dla Michinoku Pro Wrestling. Obecnie jest w posiadaniu Progress World Championship.

## Kariera profesjonalnego wrestlera

### Treningi i wczesna kariera (2006–2011)
Dunne rozpoczął treningi w 2005 w wieku 12 lat; pomagał mu w tym jego trener Steve „Psycho” Edwards. Dunne stwierdził, że od Edwardsa nauczył się jedynie podstaw. Zadebiutował jako profesjonalny wrestler podczas 2007 Holbrooks Festival w Coventry, gdzie zapoznał się i po raz pierwszy zawalczył z Markiem Andrewsem. Później trenował wraz z Maxem Angelusem i zaczął występować podczas lokalnych show umiejscowionych w Birmingham.
Dunne występował jako zamaskowany Tiger Kid do stycznia 2010, gdzie po tej dacie zaczął występować jako Pete Dunne wskutek przegranej w hair vs. mask matchu z Helixem na gali Riot Act Wrestling. Dołączył do dywizji tag team wraz ze swoim scenariuszowym bratem, Damianem Dunnem. Większość kariery spędził na występach w mniejszych niezależnych organizacjach, przy tym trenując wraz ze swoim przyjacielem Markiem Andrewsem. Zaczął występować regularniej w 2011, między innymi występując w Irlandii dla Dublin Championship Wrestling, w Walii dla Celtic Wrestling & Welsh Wrestling, a także Szkocji w PBW.

### Attack! Pro Wrestling (2011–2016)
Aby zwiększyć ilość występów dla siebie i jego przyjaciół, w 2011 Dunne i Jim Lee otworzyli federację Attack! Pro Wrestling, dzięki czemu Dunne mógł występować tam w weekendy. W sierpniu 2011 zawalczył w czteroosobowym turnieju „Elder Stein Invitational”, gdzie w finale przegrał z Markiem Andrewsem. Federacja zaczęła organizować również gale w Cardiff i Bristolu, podczas których Dunne występował w roli face'a i najczęściej walczył z Andrewsem. Przed przejściem Andrewsa do Total Nonstop Action Wrestling (TNA) w styczniu 2015, Dunne przeszedł heelturn poprzez atak na swoim dotychczasowym rywalu. W 2015 i 2016 posiadał ATTACK! 24/7 Championship i bronił mistrzostwa w walkach z Eddiem Dennisem i Wild Boarem. Stracił tytuł na rzecz sędziego Shaya Pursera, co doprowadziło do rywalizacji z konferansjerem i współzałożycielem federacji, Jimem Lee. 20 listopada 2016, Pete przegrał w five-on-five elimination matchu, przez co ze względu na określoną wcześniej stypulację, musiał opuścić federację.

### Michinoku Pro Wrestling (2013)
W 2013, Dunne spędził trzy miesiące podróżując z wrestlerami japońskiej federacji Michinoku Pro Wrestling; w debiucie wraz z Jasonem Larusso pokonali Bad Boys (Daichiego Sasakiego i Majimaru), lecz kolejnej nocy przegrali z Brahman Brothers. Dunne przegrał dwie kolejne walki, lecz zdołał pokonać Ayumu Gunjiego. Ostatnia walka odbyła się 5 maja, gdzie on i Larusso zostali pokonani przez Yapper Mana 1 i Yapper Mana 2.

### Revolution Pro Wrestling (2014; od 2016)
Dunne zadebiutował dla Revolution Pro Wrestling 10 maja 2014, gdzie wraz z F.S.U (Markiem Andrewsem i Eddiem Dennisem) przegrali z The Revolutionists (Sha Samuelsem, Joshem Bodomem i Terrym Frazierem). W styczniu 2016 podczas gali Live At The Cockpit 5 pokonał El Ligero, a następnie Morgana Webstera, dzięki czemu zdobył RPW British Cruiserweight Championship. Dunne posiadał mistrzostwo do lipca, lecz wcześniej zdołał bronić go w walkach z Websterem, Sonjay Duttem, ACH, Mikiem Baileyem i Mattem Crossem, lecz przegrał z Willem Ospreayem podczas gali Summer Sizzler. Dunne zawalczył również na gali Global Wars UK, gdzie pierwszej nocy przegrał z Yujim Nagatą, zaś dobę później z Tomohiro Ishiim. 21 stycznia 2017 przegrał z gwiazdą federacji New Japan Pro-Wrestling (NJPW) Yoshi-Hashim.

### Progress Wrestling (2014; od 2016)
Dunne zadebiutował w federacji Progress podczas gali Chapter 13 z 18 maja 2014, gdzie pokonał Robbiego X. Cztery miesiące później powrócił do federacji i przegral z Morganem Websterem. Jego kolejny występ odbył się w kwietniu 2016 podczas gali Chapter 28, gdzie wraz z Damianem Dunnem pokonali Trenta Sevena i Tylera Bate'a. Podczas gali Chapter 29, Dunne przegrał z Jackiem Gallagherem i nie zakwalifikował się do turnieju Cruiserweight Classic organizowanego przez WWE. Podczas Chapter 30 wziął udział w pierwszej rundzie turnieju Super Stong Style 16 Tournament i przegrał z Markiem Haskinsem. Podczas gali Chapter 33 odwrócił się od swojego tag team partnera Damiana Dunne’a i sprzymierzył z Trentem Sevenem; byli znani jako British Strong Style. Dunne i Seven pokonali The London Riots (Jamesa Davisa i Roba Lyncha) podczas gali Chapter 36, zdobywając Progress Tag Team Championship.
Podczas gali Chapter 39 odbył się 7-osobowy eliminacyjny turniej o zawieszony Progress World Championship. Dunne pokonał Jimmy’ego Havoca i stał się nowym posiadaczem mistrzostwa po tym, jak Tyler Bate wszedł do ringu i zaatakował Havoca, stając się trzecim członkiem British Strong Style. Podczas kolejnej edycji gali, Dunne pokonał Zacka Sabre Jr. 16 grudnia, Dunne’owi i Sevenowi odebrano tytuły tag team, kiedy to chcieli przyłączyć Bate'a jako trzeciego posiadacza mistrzostwa. Podczas gali Chapter 41, Seven i Bate odzyskali tytuły tag team, zaś Dunne pokonał Fabiana Aichnera i obronił Progress World Championship Dunne lost by disqualification to Jimmy Havoc at Chapter 43, but the championship did not change hands. Dunne, Seven i Bate przegrali z Havocem, Markiem Haskinsem i Morganem Websterem podczas gali Chapter 44. Dunne zdołał obronić tytuł pokonując Havoca w no-disqualification matchu podczas kolejnej edycji gali, zaś miesiąc później pokonał Marka Andrewsa. Podczas Chapter 47, Dunne, Seven i Bate obronili tytuły pokonując Ringkampf (Axela Dietera Jr., Timothy’ego Thatchera i Waltera) w sześcioosobowym tag-team matchu.

### WWE (od 2016)
15 grudnia 2016 zostało ogłoszone, że Dunne wystąpi w 16-osobowym turnieju WWE United Kingdom Championship Tournament koronującego inauguracyjnego posiadacza WWE United Kingdom Championship. Podczas pierwszej nocy z 14 stycznia, Dunne pokonał Roya Johnsona w pierwszej rundzie, zaś dobę później pokonał Sama Gradwella w ćwierćfinale i Marka Andrewsa w półfinale, lecz w ostatnim szczeblu turnieju przegrał z pierwszym mistrzem Tylerem Batem. 22 lutego podczas odcinka tygodniówki NXT, Dunne zadebiutował w rozwojowym brandzie i wygrał z Andrewsem. Podczas tygodniówki 205 Live z 4 kwietnia, Dunne oraz inni uczestnicy turnieju zaprezentowali się przed publiką w celu promocji przyszłego show związanego z wrestlerami z Wielkiej Brytanii. 7 maja pokonał Trenta Sevena i stał się pretendentem do tytułu United Kingdom Championship. Podczas gali NXT TakeOver: Chicago, Dunne pokonał Bate'a i stał się nowym posiadaczem mistrzostwa.

## Życie prywatne
Dunne jest weganem.

## Styl walki
- Finishery
  - Bitter End (WWE) / DT3 / Drop Dead! (federacje niezależne) (Pumphandle lift przeistaczany w reverse STO)[50]
  - Tiger suplex[1]
- Inne ruchy
  - Crash Landing (federacje niezależne) / X-Plex (WWE) (Rolling release suplex)[51]
  - Cutter[1]
  - Double foot stomp[1]
  - Go 2 Europe (Fireman's carry przeistaczany w pop-up European uppercut)
  - Jackknife powerbomb[51]
  - Kneeling reverse piledriver
  - Michinoku Driver II[1]
  - Superkick
- Przydomki
  - „Bruiserweight”[2]
  - „Dynamite”[2]
  - „YxB - Young and Bitter”[2]
  - „Perfect”[2]
  - „Pop Punk”[2]
- Motywy muzyczne
  - „Can You Feel My Heart” ~ Bring Me the Horizon[52]
  - „St. James Infirmary Blues” ~ The White Stripes (jako część grupy British Strong Style)
  - „Love Is Blindness” ~ Jack White (jako część grupy British Strong Style)
  - „The Hessian” ~ Vallenbrosa (Revolution Pro Wrestling)
  - „Young & Bitter” ~ Hot Tag - Media Works (WCPW/WWE)[53][54]

## Mistrzostwa i osiągnięcia
- 4 Front Wrestling
  - 4FW Junior Heavyweight Championship (1 raz)[55]
- Alternative Wrestling World
  - AWW British Tag Team Championship (1 raz) – z Damianem Dunnem[56]
- Attack! Pro Wrestling
  - Attack! 24/7 Championship (5 razy)[13]
  - Elder Stein Invitational (2012)[57]
- Fight Club:Pro 
  - Fight Club:Pro Championship (1 raz)[58]
  - Infinity Trophy (2015)[59]
- Kamikaze Pro
  - Relentless Division Championship (1 raz)[60]
- Over The Top Wrestling
  - OTT No Limits Championship (2 razy)[61]
- Pro Wrestling Kingdom
  - Pro Wrestling Kingdom Championship (1 raz)[62]
- Progress Wrestling
  - Progress World Championship (1 raz, obecny)[63]
  - Progress Tag Team Championship (1 raz) – z Trentem Sevenem[64]
- Revolution Pro Wrestling
  - RPW British Cruiserweight Championship (1 raz)[65]
  - British Cruiserweight Title Tournament (2016)[66]
- Southside Wrestling Entertainment
  - Young Tigers Cup (2015)[67]
- VII Pro Wrestling
  - VII Pro Championship (1 raz)[68]
  - VII Trifecta Trophy Tournament[69]
- Westside Xtreme Wrestling
  - wXw Shotgun Championship (1 raz)[70]
- WWE
  - WWE United Kingdom Championship (1 raz, obecny)

### Bilans Luchas de Apuestas
| Zwycięzca     | Przegrany        | Miejsce      | Gala               | Data         | Notka |
| ------------- | ---------------- | ------------ | ------------------ | ------------ | ----- |
| Helix (włosy) | Tiger Kid (maska | Kent, Anglia | Riot Act Wrestling | Styczeń 2010 |       |